# Исландско-российские отношения

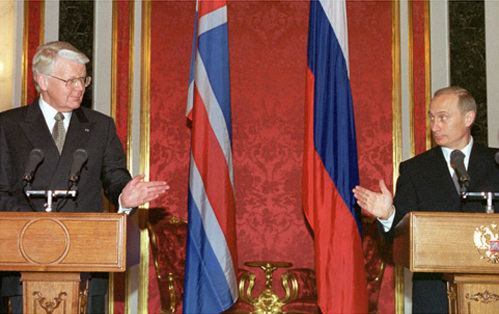
Президент России Владимир Путин на встрече с Президентом Исландии Оулавюром Гримссоном, 19 апреля 2002 года

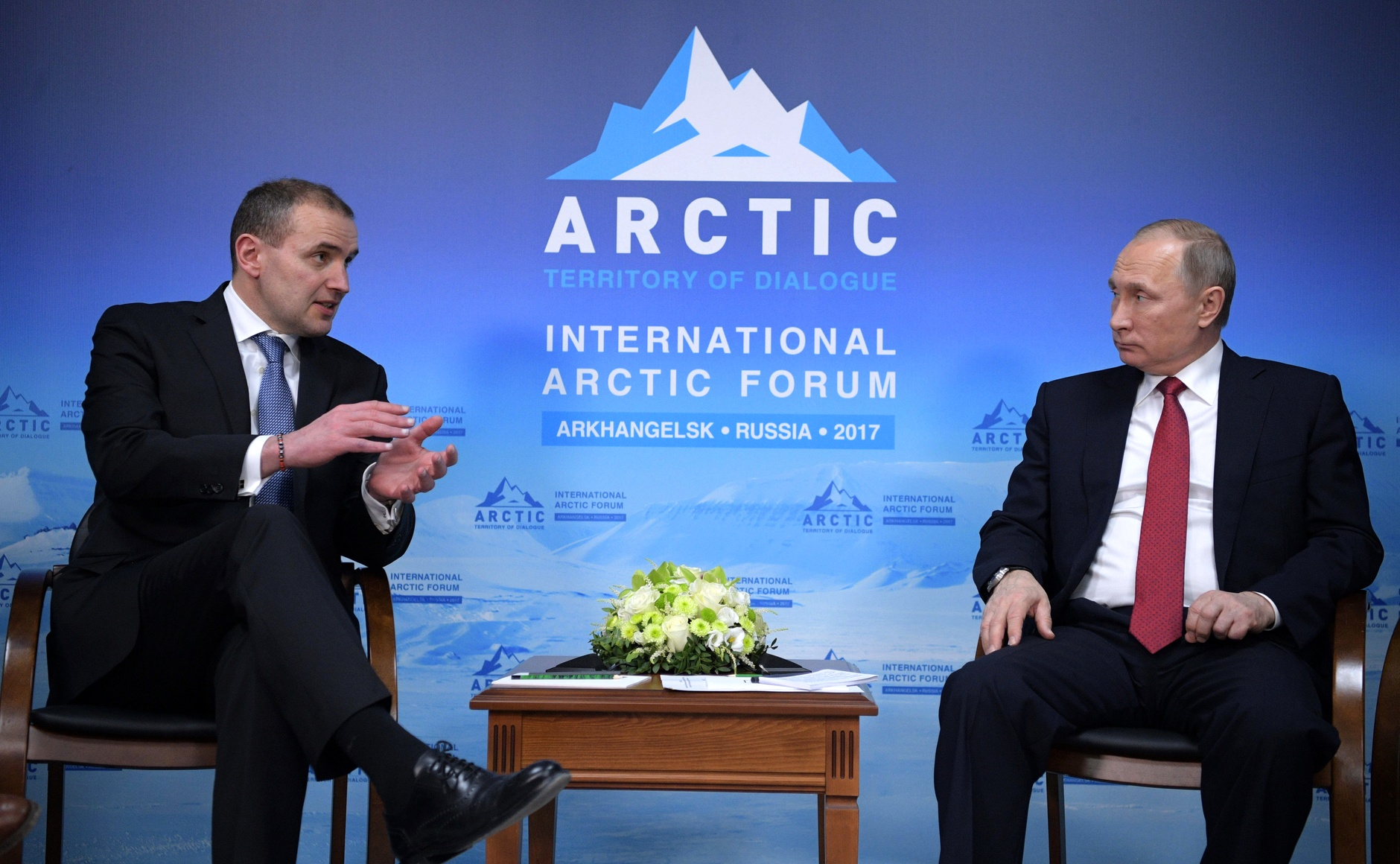
Встреча Президента России Владимира Путина с Президентом Исландии Гудни Йоханнессоном.
Архангельск, 30 марта 2017 года

Исландско-российские отношения — дипломатические отношения между Исландией и Российской Федерацией.
Исландия является членом НАТО. Исландия не является членом Евросоюза. Но при этом страна является членом Шенгенского соглашения.

## Описание
Дипломатические отношения между странами были установлены 4 октября 1943 года (в декабре 1991 года Исландия признала Российскую Федерацию как государство-правопреемник СССР). Первоначально в Москве и Рейкьявике были расположены дипмиссии, которые в декабре 1955 года были преобразованы в посольства. На рубеже XX—XXI веков в отношениях между странами получил развитие институт почётных консулов: в 2001 году был назначен почётный консул России в городе Акюрейри, в 2007 году — почётный консул Исландии в Санкт-Петербурге. В октябре 2002 года почётное консульство Исландии было учреждено в Мурманске.
Среди важных межгосударственных документов, подписанных между Исландией и Россией, — Декларация об основах отношений между странами (декабрь 1994 года), соглашение об упрощении выдачи виз и соглашение о реадмиссии (24 сентября 2008 года).
Сотрудничество между странами развивается по различным направлениям:
- межпарламентское взаимодействие,
- торгово-экономические отношения,
- сотрудничество в области рыболовства в рамках НАФО, НЕАФК, МКК, СРИК,
- партнёрство в области «чистой энергетики» (возобновляемые источники энергии),
- культурное взаимодействие (обмен выставками, ежегодные Дни русской культуры в Исландии)[1].

Пересечение интересов СССР и Исландии в рыбном промысле началось после Второй мировой войны, так, уже в 1949 году к берегам Исландии была направлена советская экспедиция за рыбой из четырёх судов Советские учёные внесли большой вклад в изучение Исландии. В 1971—1973 годах на острове работала советская комплексная геодинамическая экспедиция в рамках «Геодинамического проекта», которую возглавил В. В. Белоусов. По результатам работ была составлена первая геологическая карта Исландии. Одновременно велось изучение морского дна в акваториях, окружающих остров.